# Khalifa bin Hamad Al Thani
Khalifa bin Hamad Al Thani (in arabo خليفة بن حمد آل ثاني‎?; Al Rayyan, 17 settembre 1932 – Doha, 23 ottobre 2016), è stato emiro del Qatar dal 22 febbraio 1972 al 27 giugno 1995, quando fu deposto dal figlio Hamad bin Khalifa Al Thani.

## Biografia
Khalifa nacque ad Al Rayyan nel 1932. Era figlio di Hamad bin Abdullah al-Thani e nipote di Abdullah bin Jassim al-Thani.

### Carriera
Nel 1957 venne nominato ministro dell'educazione. Divenne in seguito vice emiro della nazione e dal 24 ottobre 1960 l'erede al trono. Durante quello stesso anno fu anche primo ministro e ministro delle finanze.
Il 22 febbraio 1972 spodestò il cugino Ahmad bin Ali al-Thani, diventando così il sesto emiro del Qatar. I suoi primi sforzi si concentrarono sulla riorganizzazione del governo. Nominò un ministro degli esteri e un consigliere personale che lo aiutasse negli impegni quotidiani. Il 19 aprile 1972 approvò una modifica della costituzione e ampliò il governo con la nomina di ulteriori ministri. Stabilì inoltre relazioni diplomatiche con altri paesi stranieri per mezzo di ambasciatori.
Il 18 giugno 1989 avvenne il primo rimpasto di governo, con la sostituzione della maggior parte dei ministri e la costituzione di un consiglio di quindici membri. Un nuovo rimpasto il 1º settembre 1992 portò il numero a diciassette.
Alcuni accordi di condivisione della produzione con compagnie petrolifere straniere aumentarono le entrate statali relative al settore estrattivo. In particolare vennero firmati due contratti, con la Standard Oil of Ohio, nel gennaio 1985, e con la Amoco, nel febbraio 1986. Al gennaio 1989 risale invece l'accordo raggiunto con la compagnia francese Elf Aquitaine.

### Il colpo di Stato
Nel giugno 1995, mentre Khalifa si trovava a Ginevra, in Svizzera, suo figlio Hamad si insediò sul trono con un colpo di Stato incruento. L'ex emiro visse in Francia fino al 2004, quando ritornò in Qatar.

### Morte
Morì a Doha la sera del 23 ottobre 2016 per cause naturali dopo una settimana di ricovero in ospedale. Nell'emirato furono dichiarati tre giorni di lutto nazionale. Fu sepolto nel cimitero di Al Rayyan.

## Matrimoni e figli
Khalifa ha avuto cinque figli e undici figlie da quattro mogli:
- Sceicca Amna bint Hassan bin Abdullah Al Thani, due figli:
  - Sceicco Abdelaziz bin Khalifa, ministro del petrolio e delle finanze tra il 1972 e il 1991;
  - Sceicca Noora bint Khalifa;
- La seconda moglie appartiene alla famiglia Al Atiyyah, cinque figli:
  - Sceicco Hamad bin Khalifa, emiro del Qatar dal 1995 al 2013;
  - Sceicca Hissa bint Khalifa;
  - Sceicca Amina bint Khalifa;
  - Sceicca Jafla bint Khalifa;
  - Sceicca Amal bint Khalifa;
- Sceicca Rudha bint Jassim bin Jaber Al Thani, sei figli:
  - Sceicco Abdullah bin Khalifah, primo ministro dal 1996 al 2007;
  - Sceicco Muhammed bin Khalifa;
  - Sceicca Aisha bint Khalifa;
  - Sceicca Shaikha bint Khalifa;
  - Sceicca Mouza bint Khalifa;
  - Sceicca Maryam bint Khalifa;
- Sceicca Moza bint Ali bin Saud Al Thani, tre figli:
  - Sceicco Jassim bin Khalifa;
  - Sceicca Al Anoud bint Khalifa;
  - Sceicca Nouf bint Khalifa.